# Rocca di Sala

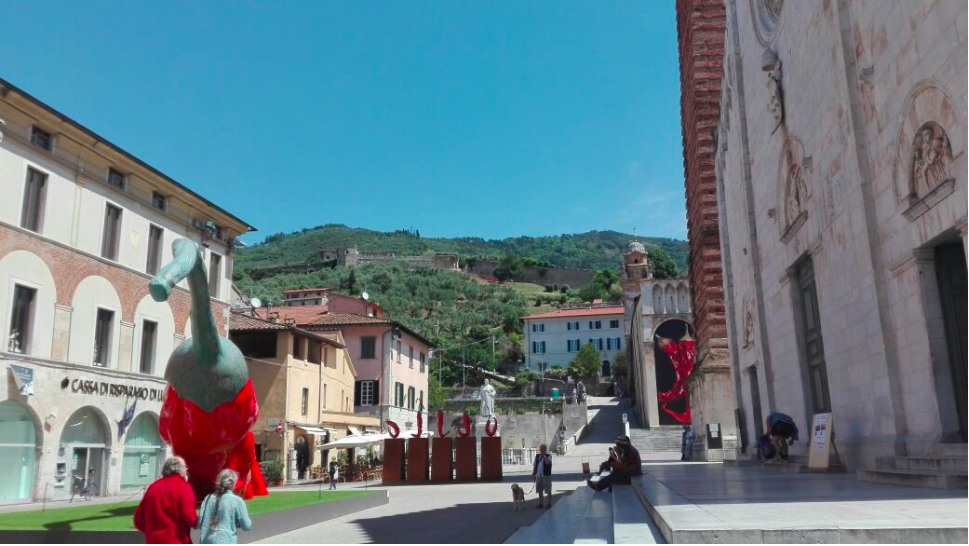
La Rocca di Sala vista dalla piazza di Pietrasanta

La Rocca di Sala, conosciuta anche come Rocca Ghibellina, è una delle rocche del comune di Pietrasanta, in provincia di Lucca. 

Di origine longobarda, la Rocca ha una grande importanza storica e culturale. In questa trovarono alloggio storici personaggi che passarono e soggiornarono in Pietrasanta come Carlo VIII e Carlo V.
Nel XVIII secolo fu disarmata e venduta per ordine di Leopoldo I, Granduca di Toscana. Da allora la Rocca ha progressivamente subito uno stato di quasi completo abbandono che ha portato alla perdita di parte delle sue murature e del Palazzo Guinigi, la residenza signorile che era situata al suo interno.
Nel 2012 il FAI ha organizzato delle visite per far conoscere il luogo e tutelarlo dal punto di vista artistico e storico.

## Storia

### Le origini
La Rocca di Sala venne edificata probabilmente dai Longobardi a difesa del piccolo villaggio di Sala, posto lungo l’antica via Francigena, che nel XIII secolo, alla fondazione di Pietrasanta, verrà unito insieme alla sua rocca alla neonata cittadina versiliese.
Nel 1324 la Rocca (detta Rocca superiore o anche Rocca ghibellina) fu fatta rafforzare da Castruccio Castracani, Signore di Lucca, per fortificare il caposaldo lucchese di Pietrasanta. Allo stesso scopo Castruccio fece costruire a valle anche la Rocchetta Arrighina.
(A.Manucci, Le azioni di Castruccio Castracani degli Antelminelli Signore di Lucca e con la genealogia della famiglia, p. 78)
Secondo la Narrativa di Pietrasanta la Rocca venne invece iniziata da Arrigo Castracani degli Antelminelli, figlio di Castruccio Castracani:
(Narrativa di Pietrasanta, 1536)
A conferma di questo sono presenti due targhe sopra la porta di tufo della rocca che riportano lo stemma dei Castracani e l'Aquila Imperiale. I lavori alle rocche vennero terminati entro il 1329.
Il complesso fortificato è di forma quadrata, con torri angolari e mastio centrale alto quattro piani, con una campana e delle lanterne per le segnalazioni poste sulla sua sommità. 

L’intera struttura della rocca era circondata da un fossato munito di ponti levatoi; il suo lato frontale rivolto al mare e a Pietrasanta era fortificato da un ulteriore muro di recinzione difeso da altre tre torri, che ospitava la porta d’ingresso dell’intero complesso difensivo.
Nel 1408 Paolo Guinigi, addossato alla Rocca, fece costruire un palazzo fra i più belli della Versilia. Numerosi i personaggi famosi che vi saranno ospiti: oltre a Paolo Guinigi (1408), il Re di Napoli Ladislao e sua moglie Ilaria da Cipro (1409), Carlo V (1536), Papa Paolo III (1538), mentre nel Mastio centrale, nel secolo precedente, avevano soggiornato l’Imperatore Carlo IV di Boemia e la sua consorte.

### Dalla Repubblica di Lucca a Firenze
Dal 1400 al 1428 Pietrasanta visse anni piuttosto sereni sotto Paolo Guinigi, signore di Lucca.
Nel 1430 Lucca era in guerra contro Firenze e si trovò costretta a chiedere aiuto a Genova: il patto prevedeva che, se entro tre anni i lucchesi non avessero restituito la somma di 15.000 fiorini d'oro, Pietrasanta ed il Porto di Motrone sarebbero entrati in possesso di a Genova. 

Allo scadere dei tre anni ci fu una sollevazione da parte dei pietrasantini che non volevano più far parte di Lucca; dopo anni di conflitti e  numerose ribellioni  passarono autonomamente sotto la Repubblica di Genova nel 1437.
Firenze conquistò Pietrasanta sul finire del 1484. 

Da questo momento iniziò una serie di lavori di fortificazione della Rocca che era la parte più difficile di Pietrasanta da conquistare, infatti gli stessi fiorentini erano riusciti ad ottenerla durante la guerra poiché  i soldati e i notabili che vi si erano ritirati si arresero, aprendo le porte. 
Una serie di lettere tra i Dieci di Balia, magistratura di Firenze, e Ristoro d'Antonio di Salvestro Serristori, priore fiorentino che abitò a Pietrasanta, testimonia quanto la Rocca fosse considerata importante per la difesa della città e del territorio. 

Da questi scambi epistolari si ricavano anche informazioni sulle condizioni della fortificazione che non risultava essere particolarmente danneggiata dopo la guerra. 
 
I lavori ufficiali iniziarono il primo maggio 1485 e furono affidati a Francesco di Giovanni di Francesco detto il Francione e a Francesco d'Agnolo detto La Cieccha. 
Questi due maestri fiorentini avevano già avuto come incarico la ristrutturazione di diversa mura; La Cieccha aveva anche partecipato alla conquista di Pietrasanta.

I fiorentini vollero fare di Pietrasanta una fortezza degna della Repubblica.
 Per le mura tentarono di unire quelle vecchie a quelle nuove, fortificandole. Il Francione e la Checca vennero ben pagati però ebbero l'onere di finire il lavoro entro un anno, altrimenti avrebbero dovuto pagare una multa di 300 fiorini d'oro larghi. La Rocca venne conclusa in tempo. 
Ai lavori contribuirono operai provenienti da Firenze e da paesi vicini e lontani: scalpellini, vetturali, manovali e maestri di cazzuola. Le informazioni più precise su coloro che contribuirono a questi lavori sono depositate all'Opera di S. Maria del Fiore ma sono rimaste sommerse dall'alluvione del 1966 e quindi non sono ancora consultabili. 
Il Francione si lamentò con i Dieci di ritardi e di non riuscire a mantenere tutti gli operai, cosa che causò alcuni ritardi nei lavori. La Rocca di quegli anni ospitò dunque un gran numero di lavoratori e anche le loro bestie. Le torri vennero modificate secondo nuovi disegni, assegnando loro una forma tonda, più consona ai progressi militari fatti in quel tempo e alle nuove tecniche di assalto.

Nel corso della Prima guerra italiana nel 1494 Pietrasanta venne consegnata al re di Francia  Carlo VIII da Piero de' Medici, figlio di Lorenzo il Magnifico. Successivamente la città e la sua Rocca vennero rivendute ai lucchesi per la somma di 29.000 ducati d'oro (cifra che oscilla leggermente a seconda delle fonti e documenti) dal duca d'Antragos, governatore in Italia per il Re di Francia.
Nel periodo seguente la città ebbe diversi padroni.
Infine nel 1513, con il lodo di Papa Leone X che era stato incaricato di risolvere le controversie tra Lucca e Firenze, il territorio venne assegnato a quest'ultima.
Fu un periodo sereno per questo territorio, vennero riaperte le miniere di ferro e rame e le cave di marmo da Michelangelo Buonarroti. Inoltre vennero fatte ingenti opere di bonifica anche sulla costa grazie a Cosimo I dei Medici.
Nel 1778 fu venduta, visto che non serviva più dal punto di vista militare, per ordine di Leopoldo ai signori cav. Andrea e Gio. di Dio Luccetti, di Pietrasanta, per 950 scudi.

### Restauro
Dal 2017 la Rocca di Sala è sotto restauro per riportarla al suo stato originario: sono stati investiti 500.000 euro dalla Provincia di Lucca.

## Palazzo Guinigi
Nel 1408 all'interno della Rocca venne costruita una residenza signorile,  Palazzo Guinigi, che ospitò diverse figure importanti dell'epoca: duchi, granduchi e notabili. I lavori al palazzo continuarono per diversi anni, il tetto venne modificato con legno di castagno e la loggia venne lastricata. 
Questo palazzo arrivò ad essere una delle più belle architetture della Versilia. Diverse lettere testimoniano la bellezza della villa, il suo aspetto, le sue caratteristiche e il piacere a soggiornare presso di essa.  

Essa ospitava diversi ambienti: lo studio, la “cambora”, la cucina, una saletta, una sala grande, una sacrestia, una cappella, una dispensa con l'olio, un forno e altri ambienti. Nel cortile della struttura era presente una cisterna per l'acqua piovana. Nel 1523 vennero fatte alcune modifiche ai locali riservati ai soldati. 

Nel 1408, appena costruito, ospitò Ladislao, re di Napoli, e la moglie Ilaria di Cipro. Nel 1437 fu castellano per la Repubblica di Genova Nicola di Gio, nel 1459 Iacopo de Axereto e nel 1484, dopo essere stata al centro delle battaglie  tra Firenze e Genova, passò definitivamente a Firenze la quale  si dedicò alla ristrutturazione e al restauro, non solo della Rocca e delle mura, ma anche del palazzo. Per risalire all’aspetto del palazzo e della Rocca possiamo rifarci ai numerosi disegni e stampe dell’epoca  conservati all’Archivio di Stato di Lucca e all’Archivio di Stato di Genova. Da questi documenti si può notare che la grande differenza tra il complesso trecentesco e quello del XV secolo è proprio Palazzo Guinigi. 

Nel 1494 alloggiò in questo luogo Carlo VIII e poi soggiornò qui Mons. Marco Antonio di Beaumont che era giunto a Pietrasanta per portare aiuto ai fiorentini (15.000 uomini) nella guerra contro  Pisa. Soggiornarono presso la Villa poi Pandolfo Acciaiuoli, nobile fiorentino, e Carlo Dei oltre che tutti coloro che dovevano visionare i lavori per la fortificazione effettuata in quegli anni. Nell’anno 1529, però, sappiamo da alcune testimonianze, questo luogo versava già in uno stato di completo abbandono come è descritto in una lettera di Giannozzo Capponi: la costruzione sembrava quasi una rovina. 
Nel 1535 fu castellano Francesco del fu Gio Guidetti dei Rucellai . 
 Sostò al palazzo, nel 1536, Carlo V, tornato dall'impresa di Tunisi, e nel giugno del 1538 furono ospiti sei cardinali che accompagnavano Papa Paolo III.  
Il Papa si fermò poi a Villa Guinigi anche in altre occasioni come al ritorno da un viaggio a Nizza dove si era recato per svolgere alcuni negoziati. Cosimo I, durante il suo mandato, ebbe occasione di fermarsi qui per controllare i lavori nelle miniere di ferro e rame e per seguire le fasi dell’estrazione del marmo. Firmò proprio durante questo soggiorno il decreto che donava a Benvenuto Cellini, il grande scultore e orafo fiorentino, la casa di Via del Rosario nel capoluogo toscano affinché potesse terminare quello che poi oggi viene riconosciuto come il suo capolavoro: il Perseo.  
Sicuramente Cosimo I soggiornò qui nel 1542, nel novembre 1551 e nella primavera del 1560, 1561 e 1562. Venne ordinato agli ufficiali che le strade che vanno alla Rocca “siano bene acconcie di sorte che l’acqua non le possa guastare, né tirare abbasso il terreno di esse, comodando bene quelle, acciò che sia facile quanto Fia possibile all’Ill.mo Ecc.mo Signor Nostro, et alli suoi signori e cortigiani d’andare a detta rocca quale ognuno sa, ma essere solita alloggiare quando viene a Pietrasanta”.
Nel 1552 furono castellani Pietro da Volterra, il Capitano Borghese e Girolamo Albizzi che operano dei lavori non solo sulla Villa ma anche sulle mura, sistemando i ponti levatoi, le porte di legno e i torrioni. A partire dal ’54 si iniziò a temere una possibile invasione da parte dei turchi con conseguente fortificazione di tutta la cinta muraria, della Rocca e della Rocchetta. Nel 1607, sotto la tutela del castellano Aurelio Lante (notizia ricavata dalla sua pietra tombale situata nella Chiesa di San Francesco a Pisa), si rifece il tetto.  

In questo periodo il palazzo ospitava a piano terra uno stanzone contenente i cannoni, con finestre all’antica, dotate di colonnini di marmo, e il pavimento era di mattoni. 
C’erano poi un secondo grosso stanzone che fungeva da corridoio, una stanza sul lato est e una specie di sottoscala che veniva utilizzato per contenere la spazzatura. Sul lato ovest erano presenti tre stanze. 

Tutti i pavimenti erano di cotto che permetteva di trattenere il calore dei camini e aveva funzione di isolante in inverno. Il soffitto, di legno, era composto da travi e archi. Nell’inventario del 1496 è descritta una loggia, dotata di finestre rivestite e con colonnine di marmo con base a capitello. 
All’esterno il Palazzo Guinigi aveva una piccola piazzetta lastricata che includeva tutta la facciata; c’erano diverse pozze per la raccolta dell’acqua, alcune coperte con il marmo, e un pozzo piuttosto profondo dotato di quattro finestrelle che avevano lo scopo di raccogliere  l’acqua. 

Le vasche avevano una grandezza davvero notevole per l’epoca: il cosiddetto “bottino” aveva un diametro di 11,65 metri. All’esterno, sul lato ovest, una scala con 26 gradini di pietra permetteva di raggiungere il primo piano. All’entrata c’era una campanella e un corridoio, da qui per una porta si accedeva a un piccolo ambiente dove era possibile cambiarsi, da un’altra si passava direttamente nel salone.
 Quest’ultimo aveva cinque grosse finestre che si affacciavano sull’orto e sulla parete opposta erano rappresentati quattro emblemi di comandanti. 
 Da questo ambiente si accedeva a una piccola cappella di forma triangolare il cui stato era però pessimo già nel 1496; c’era un piccolo altare in marmo con incastonata una pietra e alcune raffigurazioni pittoriche di santi in cattivo stato. 
Sul lato ovest del salone si accedeva a una camera e a un salotto con grosse finestre che permettevano l’ingresso della luce. Dalla camera a ponente si passava poi a una stanza adibita a dispensa, con una finestra rivolta verso nord. Il salotto comunicava con quattro stanze, la cucina aveva una piccola dispensa anch’essa con una finestra e un grosso forno di pietra. All’interno del complesso era presente un giardino con piante di agrumi dentro il quale si trovava una casetta in pietra che raccoglieva l’acqua e la distribuiva all’interno delle vasche. 
Il palazzo e il cortile erano protetti dalle guardie: sul lato davanti si trovavano infatti i loro alloggi. Se si confrontano la pianta del Warren del 1749 e quella del Mazzoni del 1784 si deduce che il palazzo è stato in parte demolito per la sua fatiscenza. 
 Oggi ne rimane solo una piccolissima parte in uno stato di completo abbandono.  Si riescono ancora a individuare le arcate del portico, i capitelli a foglia d’acqua, i pilastroni e il voltone. 

## Come raggiungerla
La Rocca di Sala è situata in Via Santa Maria 37 a Pietrasanta ed è facilmente raggiungibile dalla Piazza del Duomo di Pietrasanta. 
Infatti da qui, in direzione monti, c’è una salita percorribile a piedi o in macchina che in pochi minuti permette di salire lungo la collina fino alla fortezza. Dalla Rocca la vista arriva fino al mare.

## Struttura
La Rocca presenta una forma quadrata; sugli angoli ci sono delle torri e al centro era presente una torre maestra (o maschio) con fanali e una campana per le segnalazioni.
Non sono presenti segni di raccoglitori di acqua piovana  anche se sicuramente la fortezza ne era provvista. Sotto la collina ce ne sono due che molto probabilmente venivano utilizzate  per la Rocca.
La costruzione era dotata di merli, ponti levatoi e fossati come si può vedere dai disegni e dalle stampe di Sercambi, Warren, Gianchi, Mazzoni.
L'edificio e le torri sono costituiti principalmente da tufo. C'erano delle prigioni e altre stanze adibite a questo ruolo. I torrioni cambiarono nomi e denominazioni a seconda che il dominio fosse di Lucca, Genova o Firenze. Il complesso comprendeva anche una casetta per le guardie, la fucina e la stalla. Si accedeva alla Rocca mediante un portone di grosse dimensioni. Il maschio si articolava su tre piani (basso, medio, alto); quello a piano terra era costituito da uno stanzone a volta sorretto da un pilastro. Si accedeva al primo piano mediante scale: qui c’erano tre stanze con le finestre verso est, verso ovest c’era un camino. Si passava all'ultimo piano con una scala di pietra e legno. Il maschio aveva anche ruolo di dispensa con derrate alimentari, scorte, munizioni e ospitava inoltre una taverna.
Il primo restauro risale al 1384.

## Curiosità
Fernando Botero ha la sua casa proprio sotto la Rocca di Sala. D’estate lavora in questo luogo e non è difficile vederlo percorrere la strada che dalla Piazza Duomo giunge alla Rocca di Sala.